# Zitronensozialismus
Zitronensozialismus (englisch lemon socialism) ist ein insbesondere in den USA verwendeter Negativausdruck für staatliche Unterstützung und Rettungsaktionen gegenüber privatwirtschaftlichen Unternehmen, die unmittelbar vor dem Bankrott stehen.
Es handelt sich nicht um eine Abart des Sozialismus per se, sondern um Eingriffe in die Funktionsweise des Kapitalismus dergestalt, bankrotte Unternehmen und deren untaugliche Waren (Montagsstücke, Goldene Zitronen) nicht zugrunde gehen zu lassen, sondern sie mit Steuermitteln künstlich zu erhalten und anderen, wettbewerbsfähigen Marktteilnehmern damit Konkurrenz zu machen.
Der 2008 erlassene Emergency Economic Stabilization Act in den USA gilt als Paradebeispiel des Zitronensozialismus. Paul Krugman hat in einem Kommentar für die International Herald Tribune die Auffassung geäußert: „das was wir gerade haben, ist kein Privateigentum, das ist Zitronensozialismus: Banken werden auf den Kopf gestellt, aber die Steuerzahler tragen das Risiko.“ Der Weg aus dem Zitronensozialismus zu einem System, in dem die Banken für Gewinne und Verluste gerade stehen, könne nur über Verstaatlichungen führen.
Der Autor und Politiker Mark J. Green hält sich für den Schöpfer des Ausdrucks. Allerdings gehen Redewendungen wie „Sozialismus für die Reichen und Kapitalismus für die Armen“ bereits auf die 1960er Jahre zurück. Bereits 1834 wurde in Zusammenhang mit der von Andrew Jackson geschlossenen Second Bank of the United States davon gesprochen. Man hätte anderenfalls Profite privatisiert und Verluste vergemeinschaftet.
Auf Isländisch wird von „Sósíalismi andskotans“, d. h. Teufelssozialismus, oder „Pilsfaldakapítalismi“ gesprochen, pilsfaldur bedeutet Rocksaum. Der Ausdruck spielt auf Kinder an, die sich nach einer Missetat unter dem Rockzipfel der Mutter verstecken wollen.